# Покровский, Максим Сергеевич
Макси́м Серге́евич Покро́вский (род. 17 июня 1968, Москва) — российский певец, композитор, автор песен, актёр театра и кино. Основатель, лидер и единственный бессменный участник рок-группы «Ногу свело!».
Проживает в США с 2016 года и имеет американское гражданство.

## Биография
Родился 17 июня 1968 года в Москве в семье спортивного журналиста Сергея Юрьевича Покровского (5 января 1946 — 22 ноября 2022). По материнской линии — украинец, все родственники матери проживали в Днепропетровской области. Через 7 лет родители развелись.
Окончил школу № 160 (ныне № 138) г. Москвы, затем в 1992 году третий факультет МАИ (современное название «Институт № 3. Системы управления, информатика и электроэнергетика»). По специальности не работал. На третьем курсе в 1988 году вместе с барабанщиком Антоном Якомульским основал группу «Ногу свело!», где стал основным автором музыки и текстов.
После 2016 года начал жить значительную часть времени в Нью-Йорке (США), где занимался и творчеством, но продолжал давать концерты в России.
По собственному заявлению 2023 года, живёт в США и имеет гражданство США.

### Личная жизнь
Жена — Татьяна. Дети — Илья (1995) и Таисия (2005).

## Кино
Снимался в сериале «Время-Деньги» (2003, реж. Евгений Лунгин) и вместе с Натальей Орейро в телесериале «В ритме танго» (2006, реж. Александр Павловский), фильмах «Охотники за сокровищами» (2007, реж. Брент Хафф) и «На Байкал» (2011, реж. Михаил Козлов).
Автор музыки к художественным фильмам «Время-Деньги» («Москва-Шаверма»), «Тупой жирный заяц» («Хару Мамбуру») и для шоу Старого Московского Цирка на Цветном бульваре.
Также написал песню к фильму «Турецкий гамбит» (саундтрек «Идём на Восток!»). Песня «Идём на Восток!» стала официальным саундтреком. Песня выиграла в категории «Лучший саундтрек» российской версии премии MTV Movie Awards.
Играл в театре (спектакль «Cleanset», автор Сара Кейн).
В 2024 году снялся в пилотном проекте эстонско-американского сериала «Ювенальный инспектор», к которому также написал музыку.

## ТВ
В 1996 году был ведущим авторской программы «Муззон» на канале «Российские университеты».
Принимал участие в российских ТВ-шоу.
Был приглашённым гостем в 80-м выпуске программы «От винта!» на телеканале НТВ, где рассказал о Тамагочи.
Три раза участвовал в телеигре «Форт Боярд».
Два раза принял участие в телеигре «Последний герой» в 2004 году.
Был единственным музыкантом, который написал песню о трудовой жизни на острове. Песня называется «Я не последний герой!». Она стала официальным саундтреком к сезону и позже была выпущена в качестве сингла с дополнительными ремиксами. Также принял участие в шестом сезоне телеигры в качестве гостя.
В 2005 году был ведущим программы «Алло, ТВ!» на канале ТВЦ.
Вместе с группой «Ногу свело!» участвовал в телепередаче «Среда обитания», выпуск которого вышел 16 декабря 2012 года на Первом канале.

## Сольная работа
Занимается сольным творчеством. В ноябре 2007 в России вышел первый сольный сингл «Шоппинг». 6 февраля 2009 года состоялась премьера видеоклипа на песню «Шоппинг».
Параллельно с работой в группе «Ногу свело!» Максим Покровский занимается сольным творчеством в проекте «Max Inc.». Он сотрудничает c диджеями европейской сцены, такими как Мартин Уэр (Heaven 17, The Human League) и Стивен Гааге (Pet Shop Boys, A-ha, New Order). Сингл «Shopping» стал клубным хитом в Великобритании. Озвучивал персонажа Клоуна из мультфильма «Кошмар перед Рождеством».

### Сотрудничество с Михаилом Гуцериевым
Предприниматель и автор песен Михаил Гуцериев — друг Максима Покровского. На его стихи Покровский писал музыку. Песни «Московские пробки», «Азия-80» и «Жёлтые очки» вышли в 2012 году.
В 2013 году дуэт порадовал слушателей песнями «Крокодиловый народ» и «Глаза любви». Клип «Глаза любви» был хорошо принят публикой.
В 2015 году написали песню для Аллы Пугачёвой «Тянет сердце руки»; премьера состоялась 10 октября.

### Сольная дискография
- 2005 — «Москва-Шаверма»
- 2009 — «Шоппинг»
- 2009 — «Дискошоп»

### Сольные клипы
- 2004 — «Москва-Шаверма»
- 2009 — «Шоппинг»
- 2012 — «Московские пробки»
- 2012 — «Глаза любви»
- 2013 — «Азия-80»
- 2013 — «Жёлтые очки»
- 2014 — «Истамбул»
- 2022 — «Поколение Z»

### Документальные фильмы
- 30/30 (2018)[18][19]

## Спорт

### Автоспорт
В 2004 году стартовал на трёх этапах российского кольцевого турнира RTCC в классе Кубок LADA, за команду Well Run Motorsport, с 24 набранными очками занял 39 место по итогам сезона. Лучший результат в отдельной гонке — 12 место (из 29 стартовавших).

## Общественная позиция
На выборах президента России в 1996 году поддерживал Бориса Ельцина.
В интервью «Новым известиям» в 2011 году поддержал начавшиеся в тот момент массовые акции протеста и негативно оценил общую ситуацию в стране. Отмечал, что в России «правило заключается в отсутствии правил», а основными принципами являются воровство и взяточничество. Неоднократно декларировал толерантное отношение к ЛГБТ, высказывался в поддержку права на усыновление детей однополыми парами. Высказывал разочарование по поводу роста нетерпимости в обществе, призывая либо протянуть менее защищённым людям руку помощи, либо просто оставить их в покое.
После аннексии Крыма Россией в 2014 году приезжал в Симферополь и участвовал в фестивале «Крымская рок-ёлка» в декабре 2015 года
В 2018 году выпустил песню «Самурай», референсом для которой стал Алексей Навальный.
Поддержал протесты в Беларуси против фальсификации на выборах в 2020 году, осудил жестокость властей в отношении мирных протестующих, записал песню и выпустил клип «Молчание ягнят» о протестах
В феврале 2022 года выступил против вторжения России на Украину. Выпустил антивоенные песни: «Нам не нужна война!», «Буква Зю», «Поколение Z», «Гимн обречённых (Гойда, орки!)», «Назад, Россия!» и «Украина».
31 марта 2023 года Министерством юстиции России внесён в список физических лиц «иностранных агентов».